# 大栅栏西街37、39号商店
大栅栏西街37、39号商店，位于北京市西城区大栅栏西街37、39号。现为西城区普查登记文物。

## 简介
这座建筑为两层楼，占地面积约190平方米。一层西起第三间开有券门，通往后院，其他六间开有窗户；二层南侧是通长外廊，北侧设有内楼梯并且通过一条窄道连通南侧的券廊。这座建筑没有遵守构图法，而且还带有商业建筑的味道，是非建筑师的作品。
这座建筑一层各间的门窗上方，各嵌有一块石匾，上面分别刻有“食为先”、“饮且食”、“寿而康”等字。